# Peter Poreku Dery
 Peter Poreku Dery  (Zemuopare-Ko, 10 mei 1918 – Tamale, 6 maart 2008) was een Ghanees geestelijke en een kardinaal van de rooms-katholieke Kerk.
Dery werd op 11 februari 1951 tot priester gewijd. Op 16 maart 1960 werd hij benoemd tot bisschop van Wa; hij was de eerste bisschop van dit bisdom. Zijn bisschopswijding vond plaats op 8 mei 1960. Hij nam deel aan het Tweede Vaticaans Concilie.
In 1972 werd Dery tevens benoemd tot apostolisch administrator van Tamale. Op 18 november 1974 volgde zijn benoeming tot bisschop van Tamale. Toen dit bisdom op 30 mei 1977 werd verheven tot aartsbisdom, werd Dery hiervan de eerste aartsbisschop. Hij was van 1982 tot 1988 voorzitter van de Ghanese bisschoppenconferentie.
Dery ging op 26 maart 1994 met emeritaat.
Tijdens het consistorie van 24 maart 2006 werd Dery kardinaal gecreëerd.  Hij kreeg de rang van kardinaal-diaken. Zijn titeldiakonie werd de Sant'Elena fuori Porta Prenestina. Wegens zijn leeftijd was hij echter niet meer stemgerechtigd in een conclaaf.
- Gemeinsame Normdatei: 1051010489
- International Standard Name Identifier: 0000 0000 3021 7703
- Library of Congress Control Number: n88026611
- Nationale Bibliotheek van Israël: 987007369698005171
- Système universitaire de documentation: 180483714
- Virtual International Authority File: 8924535
- WorldCat: E39PBJy4dtJ9KFGh4mCFF4gVG3